# Bell 533
Bell 533 je bil ameriški eksperimentalni žirodin helikopter. Namenjen je bil raziskovanju letalnih lastnosti in limitacij rotorjev pri velikih hitrostih. Bell 533 se kdaj označuje kot (HPH) High Performance Helicopter  - visokosposbni helikopter. Na testih leta 1969 je dosegel hitrost 274,6 vozlov (316.0 mph, 508.6 km/h) - precej več kot drugi helikopterji, vendar je bil kljub temu upokojen.
Bell je zgradil Model 533 na osnovi YH-40 (predprodukcijska verzija UH-1). Bell 533 so testirali v treh konfiguracijah: prva je bil osnovni YH-40 z modifikacijami za zmanjšanje upora, druga je imela dodatne reaktivne motorje, tretja konfugiracija je imela krila za dodaten vzgon.
21. oktobra 1963 so začeli testirati verzijo z dvema turboreaktivnima motorjema J69-T-9. Potisk reaktivnih motorjev je povzročal turbulentni tok nad višinskimi krmili, zato so dodali dodatno višinsko krmilo. 
6. aprila 1965 je bil Bell 533 prvi rotorski zrakoplov, ki je dosegel 217 vozlov (250 mph, 402 km/h).